# Bistum Novo mesto
Das Bistum Novo mesto (slowenisch Škofija Novo mesto, lateinisch Dioecesis Novae Urbis) ist eine in Slowenien gelegene Diözese der römisch-katholischen Kirche in Slowenien mit Sitz in Novo mesto.

## Geschichte
Das Bistum Novo mesto wurde am 7. April 2006 durch Papst Benedikt XVI. mit der Apostolischen Konstitution Commodioribus condicionibus aus Gebietsabtretungen des Erzbistums Ljubljana errichtet und diesem als Suffraganbistum unterstellt.

## Bischöfe von Novo mesto
- Andrej Glavan, 2006–2021
- Andrej Saje, seit 2021